# Disautel
Disautel az Amerikai Egyesült Államok északnyugati részén, Washington állam Okanogan megyéjében elhelyezkedő statisztikai település. A 2010. évi népszámlálási adatok alapján 78 lakosa van.
Az 1919-ben alapított település a Biles-Coleman Logging Company székhelye volt. Miután a Nespelem Community felé vezető utat bővítették, a fűrésztelep dolgozói Omak felől ingáztak munkahelyükre, így Disautel népessége csökkenni kezdett. Miután a gazdasági válság miatt a fűrésztelep bezárt, az üres raktárakat egy ideig a közlekedési hatóság használta az útépítéshez szükséges eszközök tárolására.

## Népesség
A 2010-es népszámláláskor  78 lakója, 23 háztartása és 21 családja volt. A népsűrűség 8 fő/km2. A lakóegységek száma 23, sűrűségük 2,4 db/km2. A lakosok 10,3%-a fehér,  84,6%-a indián,    5,1%-a pedig kettő vagy több etnikumú. A spanyol vagy latino származásúak aránya 1,3% (1,3% mexikói,   )
A háztartások 34,8%-ában élt 18 évnél fiatalabb. 39,1% házas, 43,5% egyedülálló nő, 8,7% egyedülálló férfi, 8,7% pedig nem család. 4,3% egyedül élt; %-uk 65 éves vagy idősebb. Egy háztartásban átlagosan 3,39 személy élt; a családok átlagmérete 3,38 fő.
A medián életkor 27,5 év volt. Lakóinak 29,5%-a 18 évesnél fiatalabb, 9% 18 és 24 év közötti, 28,2%-uk 25 és 44 év közötti, 20,6%-uk 45 és 64 év közötti, 6,4%-uk pedig 65 éves vagy idősebb. A lakosok 48,7%-a férfi, 51,3%-a pedig nő.

## Fordítás
Ez a szócikk részben vagy egészben  a   Disautel, Washington című angol Wikipédia-szócikk ezen változatának fordításán alapul.  Az eredeti cikk szerkesztőit annak laptörténete sorolja fel. Ez a jelzés csupán a megfogalmazás eredetét és a szerzői jogokat jelzi, nem szolgál a cikkben szereplő információk forrásmegjelöléseként.